# Dipartimento di Calingasta
Calingasta è un dipartimento argentino, situato nella parte sud-occidentale della provincia di San Juan, con capoluogo Tamberías.
Fondato il 17 dicembre 1869, esso confina a nord con il dipartimento di Iglesia, a est con quelli di Sarmiento, Zonda e Ullum; a sud con la provincia di Mendoza e ad ovest con la repubblica del Cile.
Secondo il censimento del 2001, su un territorio di 22.589 km², la popolazione ammontava a 8.176 abitanti.
Dal punto di vista amministrativo, il dipartimento consta di un unico municipio, che copre tutto il territorio dipartimentale, suddiviso in diverse localidades:
- Barreal
- Calingasta
- Tamberías, sede municipale
- Villa Pituil